# Turn- und Spielvereinigung Koblenz 1911 2009-2010
Questa voce raccoglie le informazioni riguardanti il Turn- und Spielvereinigung Koblenz 1911 nelle competizioni ufficiali della stagione 2009-2010.

## Stagione
Nella stagione 2009-2010 il Coblenza, allenato da Petrik Sander, concluse il campionato di 2. Bundesliga al 17º posto e retrocesse in 3. Liga. In Coppa di Germania il Coblenza fu eliminato agli ottavi di finale dall'Hoffenheim.

## Rosa
| N. |                        | Ruolo | Calciatore         |
| -- | ---------------------- | ----- | ------------------ |
| 33 | Germania (bandiera)    | P     | Dieter Paucken     |
| 30 | Germania (bandiera)    | P     | Marcus Rickert     |
| 1  | Stati Uniti (bandiera) | P     | David Yelldell     |
| 2  | Germania (bandiera)    | D     | Martin Forkel      |
| 6  | Germania (bandiera)    | D     | Manuel Hartmann    |
| 5  | Rep. Ceca (bandiera)   | D     | Martin Hudec       |
| 12 | Germania (bandiera)    | D     | Benjamin Lense     |
| 4  | Slovenia (bandiera)    | D     | Matej Mavrič       |
| 14 | Germania (bandiera)    | D     | Rico Morack        |
| 15 | Germania (bandiera)    | D     | Dominique Ndjeng   |
| 27 | Kosovo (bandiera)      | D     | Shqipran Skeraj    |
| 3  | Germania (bandiera)    | D     | Frank Wiblishauser |
| 18 | Germania (bandiera)    | C     | Lars Bender        |
| 21 | Germania (bandiera)    | C     | Anel Džaka         |
| 16 | Brasile (bandiera)     | C     | Everson            |
| 8  | Germania (bandiera)    | C     | Tom Geißler        |
| 29 | Germania (bandiera)    | C     | Andreas Glockner   |

| N. |                                 | Ruolo | Calciatore         |
| -- | ------------------------------- | ----- | ------------------ |
| 23 | Germania (bandiera)             | C     | Johannes Göderz    |
| 26 | Germania (bandiera)             | C     | Daniel Gunkel      |
| 13 | Germania (bandiera)             | C     | Phillipp Langen    |
| 24 | Germania (bandiera)             | C     | Oliver Laux        |
| 39 | Bosnia ed Erzegovina (bandiera) | C     | Darko Maletić      |
| 20 | Brasile (bandiera)              | C     | Melinho            |
| 17 | Germania (bandiera)             | C     | Christian Müller   |
| 40 | Germania (bandiera)             | C     | Patrick Schmidt    |
| 28 | Albania (bandiera)              | C     | Ervin Skela        |
| 28 | Germania (bandiera)             | C     | Michael Stahl      |
| 11 | Ungheria (bandiera)             | C     | Zoltán Stieber     |
| 31 | Albania (bandiera)              | A     | Edmond Kapllani    |
| 10 | Germania (bandiera)             | A     | Emmanuel Krontiris |
| 9  | Finlandia (bandiera)            | A     | Njazi Kuqi         |
| 19 | Germania (bandiera)             | A     | Lucas Musculus     |
| 36 | Germania (bandiera)             | A     | Marvin Pourie      |
| 7  | Germania (bandiera)             | A     | Johannes Rahn      |

## Organigramma societario
Area tecnica
- Allenatore: Petrik Sander
- Allenatore in seconda: Uwe Koschinat, Igor Lazic
- Preparatore dei portieri: Peter Auer
- Preparatori atletici:

## Risultati

### 2. Bundesliga

#### Girone di andata
| Arbitro: | Schriever |

|                      |           |  |
| Cooper 17’ Lauth 62’ | Marcatori |  |

| Arbitro: | Hartmann |

|                         |           |                         |
| Kuqi 80’, 86’ Lense 84’ | Marcatori | 60’ Federico 73’ Janjić |

| Arbitro: | Welz |

|               |           |  |
| Jovanović 38’ | Marcatori |  |

| Arbitro: | Schmidt |

|  |           |                   |
|  | Marcatori | 18’ Jula 46’ Shao |

| Arbitro: | Steuer |

|                               |           |          |
| Retov 9’ Walsleben-Schied 44’ | Marcatori | 29’ Kuqi |

| Arbitro: | Metzen |

|          |           |                |
| Kuqi 12’ | Marcatori | 77’ Mattuschka |

| Arbitro: | Siebert |

|           |           |          |
| Thurk 68’ | Marcatori | 11’ Kuqi |

| Arbitro: | Stieler |

|  |           |           |
|  | Marcatori | 52’ König |

| Arbitro: | Bandurski |

|          |           |            |
| Lense 7’ | Marcatori | 56’ Toborg |

| Arbitro: | Steinhaus |

|             |           |              |
| Allagui 26’ | Marcatori | 3’, 45’ Kuqi |

| Arbitro: | Willenborg |

|  |           |                                 |
|  | Marcatori | 9’ Larsen 34’ Soares 45’ Caiuby |

| Arbitro: | Grudzinski |

|                         |           |              |
| Alushi 13’ Brückner 31’ | Marcatori | 15’ Hartmann |

| Arbitro: | Schößling |

|            |           |  |
| Mavrič 76’ | Marcatori |  |

| Arbitro: | Fritz |

|                     |           |          |
| Stindl 47’ Fink 62’ | Marcatori | 74’ Kuqi |

| Arbitro: | Fleischer |

|          |           |                                                         |
| Kuqi 87’ | Marcatori | 10’ Ebbers 27’, 55’ Kruse 73’ (rig.) Bruns 79’ Hennings |

| Arbitro: | Gagelmann |

|                                   |           |  |
| Nemec 16’ Jendrišek 57’ Lakić 79’ | Marcatori |  |

| Arbitro: | Kempter |

|  |           |                    |
|  | Marcatori | 22’ (rig.) Gjasula |

#### Girone di ritorno
| Arbitro: | Zwayer |

|                          |           |                              |
| Hartmann 6’ Glockner 54’ | Marcatori | 11’ Aigner 72’ (rig.) Ludwig |

| Arbitro: | Welz |

|                                    |           |                        |
| Fořt 23’, 90’ Kirch 32’ Delura 60’ | Marcatori | 84’ Lense 90’ Hartmann |

| Arbitro: | Leicher |

|            |           |  |
| Mavrič 71’ | Marcatori |  |

| Arbitro: | Thielert |

|              |           |              |
| Petersen 82’ | Marcatori | 11’ Kapllani |

| Coblenza 14 febbraio 2010, ore 13:30 CET 22ª giornata | Coblenza   | 0 – 0 referto | Hansa Rostock | Stadion Oberwerth (6 556 spett.)\| Arbitro: \| Grudzinski \| |
| Arbitro:                                              | Grudzinski |               |               |                                                              |

| Arbitro: | Steinhaus |

|                          |           |                           |
| Dogan 10’, 28’ Stuff 59’ | Marcatori | 14’ Kapllani 48’ Hartmann |

| Arbitro: | Bandurski |

|  |           |            |
|  | Marcatori | 79’ Traoré |

| Arbitro: | Steuer |

|                      |           |  |
| Stoppelkamp 29’, 85’ | Marcatori |  |

| Arbitro: | Siebert |

|  |           |                            |
|  | Marcatori | 42’ Krontiris 90’ Glockner |

| Arbitro: | Schößling |

|                                   |           |  |
| Krontiris 15’ Fürstner 57’ (aut.) | Marcatori |  |

| Arbitro: | Leicher |

|                                                 |           |            |
| Baljak 26’ Şahan 48’ Fahrenhorst 64’ Caiuby 87’ | Marcatori | 49’ Mavrič |

| Arbitro: | Aytekin |

|                         |           |            |
| Kapllani 70’ Gunkel 75’ | Marcatori | 22’ Krause |

| Arbitro: | Schriever |

|          |           |           |
| Auer 35’ | Marcatori | 60’ Džaka |

| Arbitro: | Fischer |

|                                |           |                         |
| Kapllani 31’ Mavrič 62’ (rig.) | Marcatori | 2’ Stindl 82’ Staffeldt |

| Arbitro: | Stark |

|                                                                    |           |            |
| Takyi 42’, 58’ Naki 44’ Ebbers 59’ Hennings 69’ Lehmann 74’ (rig.) | Marcatori | 75’ Pourie |

| Arbitro: | Gagelmann |

|                               |           |                       |
| Everson 33’ Mavrič 45’ (rig.) | Marcatori | 14’ (rig.), 57’ Lakić |

| Arbitro: | Kinhöfer |

|           |           |              |
| Mehic 90’ | Marcatori | 24’ Kapllani |

### Coppa di Germania
| Arbitro: | Siebert |

|  |           |                                     |
|  | Marcatori | 13’, 68’ Kuqi 15’ Geißler 26’ Lense |

| Arbitro: | Fischer |

|                                            |           |                      |
| Stieber 14’ Everson 52’, 104’ Geißler 120’ | Marcatori | 9’ Jula 79’ Sørensen |

| Arbitro: | Perl |

|                                                      |           |  |
| Salihović 50’ Ibišević 66’ Maicosuel 71’ Compper 90’ | Marcatori |  |

## Statistiche

### Statistiche di squadra
| Competizione      | Punti | In casa | In casa | In casa | In casa | In casa | In casa | In trasferta | In trasferta | In trasferta | In trasferta | In trasferta | In trasferta | Totale | Totale | Totale | Totale | Totale | Totale | DR  |
| Competizione      | Punti | G       | V       | N       | P       | Gf      | Gs      | G            | V            | N            | P            | Gf           | Gs           | G      | V      | N      | P      | Gf     | Gs     | DR  |
| ----------------- | ----- | ------- | ------- | ------- | ------- | ------- | ------- | ------------ | ------------ | ------------ | ------------ | ------------ | ------------ | ------ | ------ | ------ | ------ | ------ | ------ | --- |
| 2. Bundesliga     | 31    | 17      | 5       | 6       | 6       | 18      | 24      | 17           | 2            | 4            | 11           | 17           | 36           | 34     | 7      | 10     | 17     | 35     | 60     | -25 |
| Coppa di Germania | -     | 1       | 1       | 0       | 0       | 4       | 2       | 2            | 1            | 0            | 1            | 4            | 4            | 3      | 2      | 0      | 1      | 8      | 6      | +2  |
| Totale            | -     | 18      | 6       | 6       | 6       | 22      | 26      | 19           | 3            | 4            | 12           | 21           | 40           | 37     | 9      | 10     | 18     | 43     | 66     | -23 |

### Andamento in campionato
| Giornata  | 1  | 2 | 3  | 4  | 5  | 6  | 7  | 8  | 9  | 10 | 11 | 12 | 13 | 14 | 15 | 16 | 17 | 18 | 19 | 20 | 21 | 22 | 23 | 24 | 25 | 26 | 27 | 28 | 29 | 30 | 31 | 32 | 33 | 34 |
| --------- | -- | - | -- | -- | -- | -- | -- | -- | -- | -- | -- | -- | -- | -- | -- | -- | -- | -- | -- | -- | -- | -- | -- | -- | -- | -- | -- | -- | -- | -- | -- | -- | -- | -- |
| Luogo     | T  | C | T  | C  | T  | C  | T  | C  | C  | T  | C  | T  | C  | T  | C  | T  | C  | C  | T  | C  | T  | C  | T  | C  | T  | T  | C  | T  | C  | T  | C  | T  | C  | T  |
| Risultato | P  | V | P  | P  | P  | N  | N  | P  | N  | V  | P  | P  | V  | P  | P  | P  | P  | N  | P  | V  | N  | N  | P  | P  | P  | V  | V  | P  | V  | N  | N  | P  | N  | N  |
| Posizione | 15 | 9 | 13 | 14 | 16 | 16 | 16 | 16 | 16 | 16 | 16 | 16 | 16 | 16 | 16 | 16 | 17 | 16 | 16 | 16 | 16 | 16 | 17 | 17 | 18 | 17 | 17 | 17 | 17 | 17 | 17 | 17 | 17 | 17 |

Legenda:

Luogo: C = Casa; T = Trasferta. Risultato: V = Vittoria; N = Pareggio; P = Sconfitta.

### Statistiche dei giocatori
| Giocatore       | 2. Bundesliga | 2. Bundesliga | 2. Bundesliga | 2. Bundesliga | Coppa di Germania | Coppa di Germania | Coppa di Germania | Coppa di Germania | Totale   | Totale | Totale      | Totale     |
| Giocatore       | Presenze      | Reti          | Ammonizioni   | Espulsioni    | Presenze          | Reti              | Ammonizioni       | Espulsioni        | Presenze | Reti   | Ammonizioni | Espulsioni |
| --------------- | ------------- | ------------- | ------------- | ------------- | ----------------- | ----------------- | ----------------- | ----------------- | -------- | ------ | ----------- | ---------- |
| D. Paucken      | 14            | 0             | 2             | 0             | -                 | -                 | -                 | -                 | 14       | 0      | 2           | 0          |
| M. Rickert      | 1             | 0             | 0             | 0             | -                 | -                 | -                 | -                 | 1        | 0      | 0           | 0          |
| D. Yelldell     | 21            | 0             | 1             | 0             | 3                 | 0                 | 0                 | 0                 | 24       | 0      | 1           | 0          |
| M. Forkel       | 24            | 0             | 4             | 0             | 2                 | 0                 | 0                 | 0                 | 26       | 0      | 4           | 0          |
| M. Hartmann     | 27            | 4             | 3             | 0             | 3                 | 0                 | 0                 | 0                 | 30       | 4      | 3           | 0          |
| M. Hudec        | 5             | 0             | 1             | 0             | 1                 | 0                 | 1                 | 0                 | 6        | 0      | 2           | 0          |
| B. Lense        | 24            | 3             | 4             | 0             | 2                 | 1                 | 0                 | 0                 | 26       | 4      | 4           | 0          |
| M. Mavrič       | 33            | 5             | 9             | 0             | 3                 | 0                 | 0                 | 0                 | 36       | 5      | 9           | 0          |
| R. Morack       | 6             | 0             | 1             | 0             | 2                 | 0                 | 0                 | 0                 | 8        | 0      | 1           | 0          |
| D. Ndjeng       | 13            | 0             | 1             | 0             | -                 | -                 | -                 | -                 | 13       | 0      | 1           | 0          |
| S. Skeraj       | 19            | 0             | 2             | 0             | 2                 | 0                 | 0                 | 0                 | 21       | 0      | 2           | 0          |
| F. Wiblishauser | 12            | 0             | 3             | 0             | 1                 | 0                 | 0                 | 0                 | 13       | 0      | 3           | 0          |
| L. Bender       | 4             | 0             | 0             | 0             | -                 | -                 | -                 | -                 | 4        | 0      | 0           | 0          |
| A. Džaka        | 12            | 1             | 2             | 0             | -                 | -                 | -                 | -                 | 12       | 1      | 2           | 0          |
| Everson         | 19            | 1             | 8             | 0             | 1                 | 2                 | 1                 | 0                 | 20       | 3      | 9           | 0          |
| T. Geißler      | 23            | 0             | 2             | 0             | 2                 | 2                 | 0                 | 0                 | 25       | 2      | 2           | 0          |
| A. Glockner     | 15            | 2             | 5             | 0             | -                 | -                 | -                 | -                 | 15       | 2      | 5           | 0          |
| J. Göderz       | -             | -             | -             | -             | -                 | -                 | -                 | -                 | -        | -      | -           | -          |
| D. Gunkel       | 13            | 1             | 4             | 0             | -                 | -                 | -                 | -                 | 13       | 1      | 4           | 0          |
| P. Langen       | 8             | 0             | 4             | 0             | 2                 | 0                 | 0                 | 0                 | 10       | 0      | 4           | 0          |
| O. Laux         | -             | -             | -             | -             | -                 | -                 | -                 | -                 | -        | -      | -           | -          |
| D. Maletić      | 5             | 0             | 0             | 0             | -                 | -                 | -                 | -                 | 5        | 0      | 0           | 0          |
| Melinho         | 12            | 0             | 0             | 0             | 3                 | 0                 | 0                 | 0                 | 15       | 0      | 0           | 0          |
| C. Müller       | 13            | 0             | 2             | 0             | 3                 | 0                 | 0                 | 0                 | 16       | 0      | 2           | 0          |
| P. Schmidt      | 1             | 0             | 0             | 0             | -                 | -                 | -                 | -                 | 1        | 0      | 0           | 0          |
| E. Skela        | 18            | 0             | 4             | 0             | 1                 | 0                 | 0                 | 0                 | 19       | 0      | 4           | 0          |
| M. Stahl        | 2             | 0             | 0             | 0             | -                 | -                 | -                 | -                 | 2        | 0      | 0           | 0          |
| Z. Stieber      | 21            | 0             | 1             | 0             | 2                 | 1                 | 0                 | 0                 | 23       | 1      | 1           | 0          |
| E. Kapllani     | 17            | 5             | 3             | 0             | -                 | -                 | -                 | -                 | 17       | 5      | 3           | 0          |
| E. Krontiris    | 18            | 2             | 2             | 0             | 1                 | 0                 | 0                 | 0                 | 19       | 2      | 2           | 0          |
| N. Kuqi         | 14            | 2             | 2             | 0             | 2                 | 0                 | 0                 | 0                 | 16       | 2      | 2           | 0          |
| L. Musculus     | 1             | 0             | 0             | 0             | -                 | -                 | -                 | -                 | 1        | 0      | 0           | 0          |
| M. Pourie       | 14            | 1             | 4             | 0             | -                 | -                 | -                 | -                 | 14       | 1      | 4           | 0          |
| J. Rahn         | 20            | 0             | 1             | 0             | 1                 | 0                 | 0                 | 0                 | 21       | 0      | 1           | 0          |
| S. Kuqi         | 17            | 7             | 1             | 0             | 3                 | 2                 | 0                 | 0                 | 20       | 9      | 1           | 0          |
| A. Murati       | 7             | 0             | 1             | 0             | 1                 | 0                 | 0                 | 0                 | 8        | 0      | 1           | 0          |